# Chafteh Darreh-ye Soflá
Chafteh Darreh-ye Soflá (persiska: چَفتِه دَرِّۀ سُفلَى, چفته درّه سفلی) är en ort i Iran.   Den ligger i provinsen Lorestan, i den nordvästra delen av landet, 400 km väster om huvudstaden Teheran. Chafteh Darreh-ye Soflá ligger 1 771 meter över havet och antalet invånare är 194.
Terrängen runt Chafteh Darreh-ye Soflá är huvudsakligen kuperad, men åt sydost är den platt. Runt Chafteh Darreh-ye Soflá är det ganska tätbefolkat, med 56 invånare per kvadratkilometer. Närmaste större samhälle är Harsīn, 15,6 km väster om Chafteh Darreh-ye Soflá. Trakten runt Chafteh Darreh-ye Soflá består i huvudsak av gräsmarker.